# Ludmila Hořká

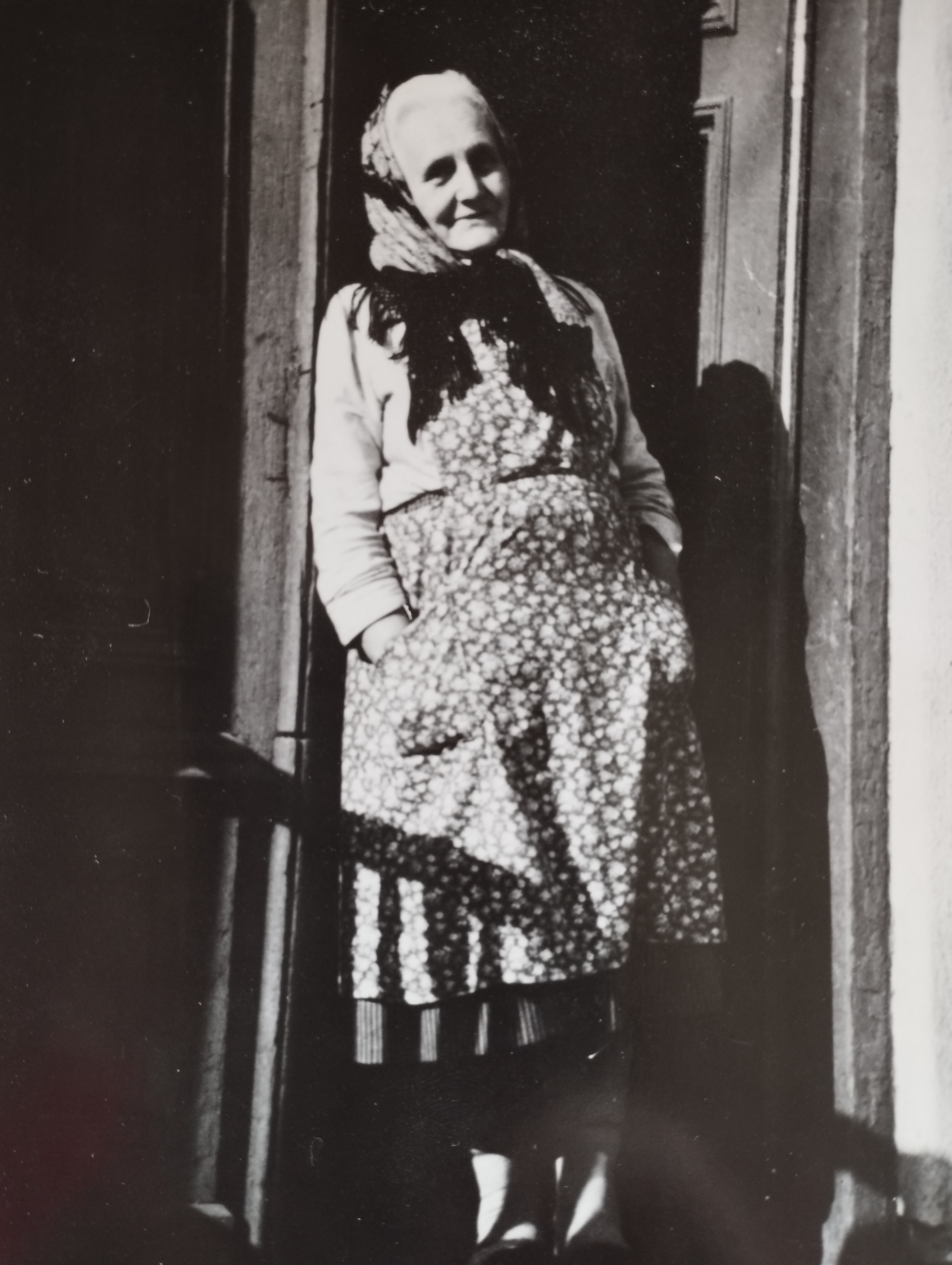
Ludmila Hořká

Ludmila Hořká (Pseudonym, Ehename Marie Šindelářová, * 26. April 1892 als Marie Holubková in Oppahof, Hultschiner Ländchen; † 6. Oktober 1966 in Opava) war eine tschechische Heimatschriftstellerin und Volkskundlerin.

## Leben
Die Eltern Benjamín Holubek und Johana geborene Haider lebten in Oppahof (tschechisch Dvořisko), einem Stadtteil von Deutsch Krawarn. Marie Holubková besuchte zuerst die deutsche Volksschule in Deutsch Krawarn, dann die tschechischsprachige (dvojtřidku) in Štítina. Als die Mutter am 18. August 1903 an Schwindsucht verstarb, war Marie erst elf Jahre alt. Der Vater führte ein Wirtshaus, heiratete wieder und als er am 1. Oktober 1915 verstarb, übernahm Marie die Gaststätte und leitete sie von 1915 bis 1938. Mit 19 Jahren heiratete sie Vincenc Šumnik, der einige Jahre danach verstarb. Nach sechs Jahren heiratete sie den Maurer František Šindelář, der oftmals ohne Arbeit war. Aus der ersten Ehe gingen drei und aus der zweiten acht Kinder hervor. Der Sohn Oldřich verstarb im Alter von 17 Jahren.
Seit früher Jugend sammelte sie örtliche Volkslieder, Märchen, Legenden, Sprichwörter, Volksweisheiten und Mythen im Hultschiner Ländchen. Sie interessierte sich für die Volkskunst, mündliche Überlieferungen, Trachten, Kopfbedeckungen, Schmuck und Strickereien. Nach der Gründung der Ersten Tschechoslowakischen Republik im Jahr 1918 setzte sie diese Sammeltätigkeit noch gezielter im jetzt von ihr geführten Wirtshaus fort, mit Vorführungen von örtlichen Volksliedern, Geschichten, Märchen und Legenden. Anfang der 1920er Jahre trat sie dem ethnografischen Verein Sedlišťané (Národopisné sdružení Sedlišťané) in Kostelec na Hané bei, der von Jan Vyhlídal und František Myslivec (1873–1937) geleitet wurde. Seit 1925 veröffentlichte sie Gedichte, Artikel und Kurzgeschichten in den regionalen Zeitschriften Moravec, České slovo, Náš domov, Naše slezko, Moravská orlice und Radostná země.
Nach dem Münchner Abkommen 1938 zog sie nach Kostelec na Hané um, wo sie von Petr Bezruč besucht wurde. Nach elf Monaten kehrte sie nach Štitina zurück, wo sie 1939 von der Gestapo festgenommen und verhört wurde. Bei einer Hausdurchsuchung wurde ein Teil ihrer Schriften beschlagnahmt, die bis heute verschollen sind.
Im Jahr 1943 erschien in Prag das Buch Doma, erster Teil der ethnografischen Trilogie mit autobiografischem Hintergrund; danach folgte 1946 Řeka und erst 1962 Dolina. Die Ballade Bejatka, eine Abwandlung des Mädchenvornamens Beáta, die Geschichte einer Frau, erschien im Jahr 1959. Die Chronik ihres Geburtsortes Dvořisko blieb als Manuskript erhalten. Von den handschriftlich erfassten 127 Volksliedern wurde nur ein Teil veröffentlicht.
Sie führte Briefwechsel mit Vladimír Holan, der ihr Schaffen lobte und befürwortete. Für ihre Verdienste und ihr Engagement erhielt sie 1946 das Ehrenabzeichen für die Hingabe bei der Arbeit (Čestný odznak pracovní obětavosti).
Ludmila Hořká verstarb am 6. Oktober 1966 im Krankenhaus in Opava. Die Beisetzung fand einige Tage danach in Štítina statt.
Im Gedenken an Ludmila Hořká wurde auf Initiative der Töchter Terezie Háblová und Marie Kociánová im Jahr 1974 der Gesangverein Bejatka (Národopisný soubor Bejatka) in Štítina begründet. Zum Anlass ihres 120. Geburtstags wurde im Frühjahr 2012 im Schlesischen Landesmuseum (Slezské zemské museum) in Opava eine Ausstellung eröffnet. Ihr literarisches Lebenswerk im Hultschiner Ländchen wurde mit der Leistung von Božena Němcová verglichen. Nach ihr wurde die Straße ulice Ludmily Hořké in Kravaře ve Slezsku benannt.

## Schriften (Auswahl)
- Doma (Daheim). Vyšehrad, Praha 1943.
- Řeka (Der Fluss). Vyšehrad, Praha 1949.
- Národopisné paběrky z hlučínska. Slezský studní ustav, Opava 1948.
- Bejatka. Krajské nakladatelství, Ostrava 1959.
  - polnische Übersetzung Władysław Czaja: Miałam dwóch synów (Ich hatte zwei Söhne). Krajské nakladatelství, Ostrava 1961.
- Hanysové. Krajské nakladatelství, Ostrava 1961.
- Mezivodky. Krajské nakladatelství, Ostrava 1962.
- Dolina (Das Tal). Lidová Demokracie, Praha 1962.
- Bílé punčochy (Weiße Strümpfe). Krajské nakladatelství, Ostrava 1964.

posthum
- Jiří Svoboda (Hrsg.): Trnité cesty (Dornige Wege): Mezivodky-Bejatka-Hanys Benjamin. Profil, Ostrava 1975.
- Antonín Satke (Hrsg.): Tesknice (Heimweh). Matice sleská, Gramma, Český Těšín 1992, ISBN 978-80-90110-74-8.
- Ivo Železný (Hrsg.): Modrá perla (Blaue Perle). Praha 1993, ISBN 978-80-71168-39-3.

## Ehrungen
- 1946: Čestný odznak pracovní obětavosti